# Кегбоидные языки
Кегбоидные языки (также языки огони) — ветвь языков кросс-риверской надветви бенуэ-конголезской семьи, языки народа огони. Кегбоидная ветвь включает 5 языков: гокана, кана, тее, баан и элеме. Распространены в штате Риверс в Нигерии.
Кегбоидные языки делятся на 2 группы:
- восточная группа:
  - кана (кхана) — 200 тыс. чел. (1989);
  - тее — 313тыс. чел. (2006);
  - гокана — 100 тыс. чел.;
- западная группа:
  - элеме — 58 тыс. чел. (1990);
  - баан (гои, огои) — 5 тыс. чел. (1990).